# Hugo Sperber

Franz Elbogen, Egon Dietrichstein und Hugo Sperber (von links nach rechts, Wien um 1912)

Hugo Sperber (geboren am 26. November 1885 in Wien; gestorben am 16. Oktober 1938 im KZ Dachau) war ein Wiener Jurist und Rechtsanwalt in der österreichischen Ersten Republik.

## Leben
Hugo Sperber war der Sohn des jüdischen Fabrikanten Jacob (Jakob) Sperber (gestorben 1895) und Ottilia Etelka, geborene Sommer (gestorben 1934). Er besuchte ein Gymnasium in Baden bei Wien und studierte von 1905 bis 1908 Rechtswissenschaften an der Universität Wien. Im Dezember 1909 wurde er zum Dr. jur. promoviert, im Mai 1913 legte er die Advokatenprüfung ab. 
Als Einjährig-Freiwilliger bei den Kaiserjägern im Ersten Weltkrieg rückte er 1915 in ein k.k. Landwehrinfanterieregiment ein, kämpfte an der russischen Front und wurde im Juni 1916 durch einen Schulterschuss verwundet. Sein Bruder Friedrich fiel Ende 1915. Seit Februar 1916 arbeitete Hugo Sperber zeitweise in Wien als Rechtsanwalt, leistete aber erneut – zuletzt als Oberleutnant, ausgezeichnet mit Orden – bis zum Kriegsende Militärdienst.
Mit 18 Jahren wurde Sperber Mitglied der Sozialdemokratischen Arbeiter-Partei Österreichs. Im Jahr 1935 vertrat er als schon bekannter Strafverteidiger Mitglieder seiner Partei im Schutzbundprozess nach den Kämpfen vom 12. Februar 1934 vor Gericht. Nach den Februarkämpfen wurde auch er selbst verhört und für einige Wochen inhaftiert. Bruno Kreisky lehnte eine Verteidigung durch Sperber ab, weil er fürchtete, von ihm als unbedeutender Mitläufer dargestellt zu werden, um eine geringere Strafe zu erwirken.
Hugo Sperber war wie sein Namensvetter Manès Sperber, mit dem er bekannt, aber nicht verwandt war, ein Anhänger der Lehre der Individualpsychologie von Alfred Adler.
Nach der Annexion Österreichs durch das nationalsozialistische Deutsche Reich wurde Sperber im Rahmen einer in Wien ab Ende Mai 1938 durchgeführten Polizeiaktion verhaftet, die sich gegen „unliebsame, insbesondere kriminell vorbelastete Juden“ richtete. Am 24. Juni 1938 wurde er in das KZ Dachau verschleppt, wo er die Häftlingsnummer 16870 erhielt. Sperber bezeichnete die Situation in Dachau mit den Worten „Tiere bewachen Menschen“. Er musste schwere Zwangsarbeit verrichten und wurde im Oktober 1938 ermordet. 
Friedrich Torberg setzte dem „heiter-spöttischen, geistreichen Lebenskünstler“ in seiner 1975 erschienenen Anekdotensammlung Die Tante Jolesch als prominentem Besucher des Café Herrenhof und Wiener Stadtoriginal ein literarisches Denkmal.

## Zitate
Sperbers „Traum“ war laut Torberg ein Werbeplakat für seine Anwaltspraxis mit dem „ganz und gar standeswidrigen“ Text: „Räuber, Mörder, Kindsverderber gehen nur zu Doktor Sperber!“
Bei einem Zivilprozess zwischen zwei Achtzigjährigen, der wegen Verhandlungsunfähigkeit der Streitparten immer wieder vertagt werden musste, rief Sperber: „Herr Vorsitzender, ich beantrage die Abtretung des Falles an das Jüngste Gericht“.
Ein Wiener Staatsanwalt warf einem angeklagten Einbrecher im Strafprozess besondere Dreistigkeit vor, da dieser einen Einbruch bei Tageslicht begangen hatte. Den zweiten Einbruch hatte der Einbrecher in nächtlicher Dunkelheit begangen, weshalb ihn der Staatsanwalt in diesem Fall besonderer Heimtücke bezichtigte, worauf Sperber dem Staatsanwalt empört zurief: „Herr Staatsanwalt, wann soll mein Klient eigentlich einbrechen?“
Ein angeklagter Mandant Sperbers gab auf die für ihn konstruierten Entlastungsfragen so dumme, für ihn nachteilige Antworten, dass Sperber in den „Klageschrei“ ausbrach: „Herr Vorsitzender – mein Klient verblödet mir unter der Hand!“
Bei der Verteidigung eines jugendlichen Sprengstoffattentäters argumentierte er bezugnehmend auf den österreichischen Klerikalfaschismus: „Offenbar wußte er nicht, daß das einzige in Österreich erlaubte Sprengmittel das Weihwasser ist“.

## Schriften
- Die Lüge im Strafrecht. Zahn und Diamant, Wien 1927.
- Todesgedanke und Lebensgestaltung. M. Perles, Wien 1930.